# Goniophlebium pseudoconnatum
Goniophlebium pseudoconnatum är en stensöteväxtart som först beskrevs av Edwin Bingham Copeland, och fick sitt nu gällande namn av Edwin Bingham Copeland. Goniophlebium pseudoconnatum ingår i släktet Goniophlebium och familjen Polypodiaceae. Inga underarter finns listade.